# Pendergrass (Geórgia)
Pendergrass é uma cidade localizada no estado americano de Geórgia, no Condado de Jackson.

## Demografia
Segundo o censo americano de 2000, a sua população era de 431 habitantes.
Em 2006, foi estimada uma população de 491, um aumento de 60 (13.9%).

## Geografia
De acordo com o United States Census Bureau tem uma área de 5,2 km², dos quais 5,2 km² cobertos por terra e 0,0 km² cobertos por água. Pendergrass localiza-se a aproximadamente 286 m acima do nível do mar.

## Localidades na vizinhança
O diagrama seguinte representa as localidades num raio de 16 km ao redor de Pendergrass.